# Alessandra Trotta
Alessandra Trotta (* 1968 in Palermo) ist seit 2019 Moderatorin der Evangelischen Waldenserkirche. Sie gehört der Methodistischen Kirche Italiens an, mit der die Waldenserkirche eine Union bildet. Als Moderatorin steht sie dem siebenköpfigen Leitungsgremium vor, der Tavola valdese.

## Biografie
Alessandra Trotta ist Juristin und war bis 2001 als Rechtsanwältin tätig. Im Jahr 2003 wurde sie zur Diakonin ordiniert. Von 2002 bis 2010 leitete sie das Centro Diaconale «La Noce» in Palermo, eine spendenfinanzierte waldensische Schule mit besonderen Förderangeboten für Kinder. Von 2009 bis 2016 war sie Präsidentin der Opera per le Chiese evangeliche metodiste in Italia (OPCEMI). Diese Einrichtung vertritt nach der Union mit der Waldenserkirche die Methodistische Kirche Italiens in ökumenischen Gremien, verwaltet deren Immobilien, Stiftungen und die Gehälter bzw. Renten methodistischer Diakone und Geistlicher. Der Tavola valdese gehört Trotta seit 2018 an.